# Paolo Rudelli
Paolo Rudelli (ur. 16 lipca 1970 w Gazzaniga) – włoski duchowny katolicki, arcybiskup, nuncjusz apostolski w Kolumbii.

## Życiorys
10 czerwca 1995 otrzymał święcenia kapłańskie i został inkardynowany do diecezji Bergamo. W 1998 rozpoczął przygotowanie do służby dyplomatycznej na Papieskiej Akademii Kościelnej. W 2001 rozpoczął służbę w dyplomacji watykańskiej pracując kolejno jako sekretarz nuncjatur: w Ekwadorze (2001-2003) i Polsce (2003-2006). Następnie w latach 2006-2014 był pracownikiem sekcji I watykańskiego Sekretariatu Stanu. 20 września 2014 został mianowany przez Franciszka stałym obserwatorem Watykanu przy Radzie Europy w Strasburgu, zastępując na tym stanowisku arcybiskupa Aldo Giordano.
3 września 2019 papież Franciszek mianował go nuncjuszem apostolskim oraz arcybiskupem tytularnym Mesembria. Święcenia biskupie otrzymał 4 października 2019 w bazylice św. Piotra w Rzymie. Głównym konsekratorem był papież Franciszek, a współkonsekratorami kardynałowie Pietro Parolin, sekretarz stanu Stolicy Apostolskiej, i Peter Turkson, prefekt Dykasterii ds. Integralnego Rozwoju Człowieka. 5 stycznia 2020 został skierowany do nuncjatury apostolskiej w Zimbabwe.
19 lipca 2023 został przeniesiony do nuncjatury apostolskiej w Kolumbii.